# Nephridiorhynchus thapari
Nephridiorhynchus thapari är en hakmaskart som beskrevs av Nibedita Sen och Neena Chauhan 1972. Nephridiorhynchus thapari ingår i släktet Nephridiorhynchus och familjen Oligacanthorhynchidae. Inga underarter finns listade i Catalogue of Life.